# Lisa Hirner
Pour les articles homonymes, voir Hirner.
Lisa-Marie Hirner née le 3 octobre 2003 à Leoben est une sauteuse à ski et coureuse autrichienne du combiné nordique.

## Biographie
Elle est la nièce du sauteur à ski Adolf Hirner.

### Carrière sportive
Elle est membre du ski-club de l'Erzbergland, situé à Eisenerz.
Lisa Hirner commence les compétitions internationales en janvier 2017 : le 7 à Harrachov (République tchèque) pour une épreuve de combiné, où elle termine sur le podium, et le 21 à Kranj (Slovénie) pour une compétition de l'OPA de saut dont elle termine neuvième.
Le 29 juillet de cette même année, elle connaît sa première victoire internationale en saut, à Hinterzarten (Allemagne). Son premier succès en combiné aura lieu un an plus tard, à Bischofsgrün, en Coupe OPA.
En 2018, elle prend part également au Grand Prix d'été, se plaçant deux fois quatrième pour ses débuts.
Les succès s'enchaînant, elle remporte la Coupe OPA de combiné 2019.
Le 6 janvier 2019 à Otepää (Estonie), elle se classe deuxième d'une épreuve de Coupe continentale de combiné nordique, derrière Tara Geraghty-Moats. À Lahti, le 23 janvier suivant, elle se classe 5e du tout premier Championnats du monde junior de combiné.
Enfin, les 8 & 9 février 2019 à Kandersteg, elle remporte coup sur coup deux victoires aux Jeux nordiques de l'OPA, la première en saut, la seconde en combiné.
Elle devient la première championne d'Autriche en octobre 2019.
Elle remporte la médaille d'or en individuel féminin aux Jeux olympiques de la jeunesse d'hiver de 2020 et la médaille de bronze en individuel aux Championnats du monde junior à Oberwiesenthal, derrière Jenny Nowak et Gyda Westvold Hansen.
En décembre 2020, elle prend part a la toute nouvelle Coupe du monde pour les femmes, arrivant sixième de la première course, qui est disputée à Ramsau.

## Palmarès en combiné nordique

### Championnats du monde
| Épreuve / Édition        | Individuel     | Par équipes mixte                |
| Épreuve / Édition        | Petit tremplin | Petit tremplin Relais            |
| Mondiaux 2021 Oberstdorf | 8e             | Épreuve inexistante à cette date |
| Mondiaux 2023 Planica    |                | Bronze                           |
| Mondiaux 2025 Trondheim  | Bronze         | Bronze                           |

### Coupe du monde
- Meilleur classement général : 5e en 2023.
- 9 podiums : 3 deuxièmes et 6 troisièmes places.
- 3 podiums par équipes mixte : 2 deuxièmes places et 1 troisième place.
- 1 podium par équipes mixte : 1 deuxième place.

#### Différents classements en Coupe du monde
| Année     | Classement général final |
| 2020-2021 | 6e                       |
| 2021-2022 | 7e                       |
| 2022-2023 | 5e                       |

### Coupe continentale
- Meilleur classement général : 4e en 2021.
- 9 podiums individuels et 2 podiums par équipe.

### Jeux olympiques de la jeunesse
- Médaille d'or de l'individuel en 2020 à Lausanne.
- Médaille d'or à la compétition par équipes mixtes (combiné, saut, ski de fond) en 2020.

### Championnats du monde junior
- Médaille de bronze en individuel en 2020 à Oberwiesenthal.
- Médaille de bronze en individuel en 2023 à Whistler.

### Coupe OPA
- Vainqueur du classement général en 2019 et 2020.
- 8 victoires.

Palmarès à l'issue de la saison 2019-2020

### Championnats d'Autriche
- Championne de l'individuel en 2019.

## Palmarès en saut à ski

### Championnats du monde junior
- Médaille de bronze par équipes en 2019 à Lahti.

### Coupe OPA
- 5 victoires.